# Vegard Tveitan
Ihsahn, pseudonym för Vegard Sverre Tveitan, är en norsk sångare och musiker, född 1975 i Notodden.
Ihsahn är mest känd för sin medverkan i bandet Emperor, där han även är den ende medlemmen av den klassiska sättning som inte dömts för något brott. Hans historia som musiker började när han träffade Thomas Haugen (Samoth) och bildade bandet Thou Shalt Suffer i början av 1990-talet. 
Han var en del av den tidiga norska black metal-scenen och har beskrivit denna som att "Idealet var känslolöshet". Till skillnad från flera av de tidiga musikerna i scenen har dock Ihsahn alltid hävdat en individuell form av satanism.
Han är gift med Heidi Solberg Tveitan, som i Peccatum går under namnet Ihriel, och har ett barn. Ihsahn arbetar även som musiklärare. Hans hemkommun, Notodden, har givit honom stadens kulturpris, vilket han fick 2002. Enligt en intervju i Close up magazine kändes situationen märklig för honom när han mottog priset, särskilt med tanke på början av hans karriär. Att banden han medverkat i sålt runt 500 000 exemplar spelade nog in i bedömningen.

## Medverkande musiker
- Ihsahn – sång, gitarr, basgitarr, keyboard (2005– )

Bidragande studiomusiker
- Asgeir Mickelson – trummor (2006, 2008, 2010)
- Tobias Ørnes Andersen – trummor (2012, 2013, 2016)
- Lars K. Norberg – basgitarr (2008, 2010)

Nuvarande live-musiker
- Tobias Ørnes Andersen – trummor (2010– )
- Robin Ognedal – gitarr (2015– )
- Nicolai Tangen Svennæs – keyboard (2015– )

Tidigare live-musiker
- Øystein Landsverk – gitarr, bakgrundssång (2010–2014)
- Tor Oddmund Suhrke – gitarr, bakgrundssång (2010–2014)
- Einar Solberg – keyboard, bakgrundssång (2010–2014)
- Martin Skrebergene – basgitarr (2013–2014)
- Baard Kolstad – trummor (2013–2014)
- Halvor Strand – basgitarr (2009–2011)
- Rein T. Blomquist – basgitarr (2011–2013)

## Diskografi

### Med Emperor
Studioalbum
- In the Nightside Eclipse (1994)
- Anthems to the Welkin at Dusk (1997)
- IX Equilibrium (1999)
- Prometheus - the Discipline of Fire and Demise (2001)

Livealbum
- Emperial Live Ceremony (2000)
- Live Inferno (2009)

EP
- Emperor (1993)
- Emperor / Hordanes Land (delad EP med Enslaved) (1993)
- As the Shadows Rise (1994)
- Reverence (1997)

### Med Thou Shalt Suffer
Studioalbum
- Somnium (2000)

EP
- Open the Mysteries of Your Creation (1991)

### Med Peccatum
Studioalbum
- Strangling from Within (1999)
- Amor Fati (2001)
- Lost in Reverie (2004)

EP
- Oh My Regrets (2000)
- The Moribound People (2005)

### Som Ihsahn
Studioalbum
- The Adversary (2006)
- angL (2008)
- After (2010)
- Eremita (2012)
- Das Seelenbrechen (2013)
- Arktis. (2016)
- Ámr (2018)
- Ihsahn (2024)

Singlar
- "Scarab" (2008)
- "Undercurrent" (2010)
- "Arrival" (2012)
- "NaCl" (2013)
- "Mass Darkness" (2015)